# 真田範之助
真田 範之助（さなだ はんのすけ）は、幕末の志士、剣客。

## 略歴
武蔵国多摩郡左入村の名主小峰氏の子。嘉永5年（1852年）天然理心流の松崎和多五郎に入門し、2年後に目録（免許）を受けた。次いで北辰一刀流千葉周作に入門し、江戸の玄武館では塾頭を務めた。このころから真田氏を称するようになる。文久3年（1863年）知人だった渋沢栄一の誘いを受け、渋沢や尾高惇忠らの計画した高崎城乗っ取りと横浜外国人居留地襲撃計画に加わるが未発。元治元年（1864年）武田耕雲斎や藤田小四郎など水戸藩の尊王攘夷派（天狗党）と交流があったことから、呼応して宍戸藩兵（大発勢）に合流するも程なく戦列を離れ、横浜での攘夷実行のために鹿島で太平組を組織し、芳野桜陰とともに四番隊を率いた。しかし9月に幕府軍及び佐倉藩・棚倉藩の軍勢と戦って敗れ、岩倉徳之丞とともに江戸に逃れて深川の小林権左衛門方に潜伏するが、探知した新徴組に囲まれて闘死した。江川主殿輔と共著の「武術英名録」がある。

## 登場作品

### 小説
- 東郷隆 『屏風の陰』 (『我餓狼と化す』収録、実業之日本社文庫 )

### テレビドラマ
- 雄気堂々（NHK、1982年、演：地井武男）
- 青天を衝け（大河ドラマ、NHK、2021年、演：板橋駿谷）